# World Games 2017/Teilnehmer (Peru)
| Gelbes Symbol für Goldmedaillen mit stilisierten Olympischen Ringen | Graues Symbol für Silbermedaillen mit stilisierten Olympischen Ringen | Braundes Symbol für Bronzemedaillen mit stilisierten Olympischen Ringen |
| ------------------------------------------------------------------- | --------------------------------------------------------------------- | ----------------------------------------------------------------------- |
| 1                                                                   | —                                                                     | 1                                                                       |

Peru nahm an den World Games 2017 in Breslau teil. Die peruanische Delegation bestand aus vier Athleten und fünf Athletinnen.

## Medaillengewinner

### Gold
| Name             | Sportart | Wettkampf    |
| ---------------- | -------- | ------------ |
| Alexandra Grande | Karate   | Kumite 61 kg |

### Bronze
| Name               | Sportart  | Wettkampf |
| ------------------ | --------- | --------- |
| Gabrielle Mazzetti | Muay Thai | 75 kg     |

## Teilnehmer nach Sportarten

### Indoor-Rudern
| Männer         |                              |            |    |
| Jorge Palacios | 2000 m Offene Gewichtsklasse | 1:36,7 min | 13 |

### Karate
| Frauen           |              |              |     |                |     |                    |     |                |     |      |
| Alexandra Grande | Kumite 61 kg | Kristina Mah | 2:0 | Anita Serogina | 0:0 | Ingrida Suchankova | 5:3 | Anita Serogina | 2:0 | Gold |

### Muay Thai
| Frauen              |       |                     |       |                    |              |                   |       |        |
| Tristana Tola       | 54 kg | Natalia Leciejewska | 30:27 | Sofia Olofsson     | 18:20 RSC-OC | Meltem Bas        | 27:30 | 4      |
| Antje van der Molen | 60 kg | Nina Scheucher      | 30:27 | Gia Winberg        | 28:29        | Nili Block        | 27:30 | 4      |
| Männer              |       |                     |       |                    |              |                   |       |        |
| Gabrielle Mazzetti  | 71 kg | Michalis Manoli     | 30:27 | Suppachai Muensang | 27:30        | Pavel Dzialendzik | 29:28 | Bronze |

RSC-OC =Referee Stopping Contest - Out Class

### Squash
| Männer      |              |     |                      |     |              |     |                 |     |                   |     |   |
| Diego Elías | Alex Eustace | 3:0 | Mohd Nafiizwan Adnan | 3:1 | Yip Tsz-Fung | 3:1 | Grégoire Marche | 0:3 | Mathieu Castagnet | 0:3 | 4 |

### Tanzen

#### Rock ’n’ Roll
| Paar                         |       |    |      |   |               |               |               |               |    |
| Santia Hinostroza Jorge Vera | 22,39 | 13 | 3,32 | 9 | ausgeschieden | ausgeschieden | ausgeschieden | ausgeschieden | 13 |

### Wasserski
| Frauen            |             |      |   |      |   |   |
| Natalia Cuglievan | Trickfahren | 6560 | 4 | 5460 | 5 | 5 |